# Xanthi
Xanthi (en grec: Ξάνθη), antigament Xanti o Xantia (Ξάνθεια), és una ciutat del nord-est de Grècia, a la Macedònia Oriental i Tràcia. És la capital de la Prefectura de Xanthi. La ciutat era coneguda anteriorment com a İskeçe en turc, i Ксанти en búlgar. Té 54.071 habitants.
Les primeres residències a Xanthi daten del 879. La ciutat sempre va tenir una baixa densitat de població, principalment degut a la tempestuosa història de la regió. Els otomans hi portaren nombrosos colons per desenvolupar la regió.
Al segle xviii, Xanthi s'havia convertit en un reconegut centre de conreu de tabac que garantia la seva prosperitat i va permetre-li de resistir el terratrèmol de la primavera del 1829. L'arribada del ferrocarril l'any 1890 accelerà el seu desenvolupament.
La ciutat fou presa pels búlgars durant la primera guerra balcànica el 1912 i conquerida vuit mesos després per Grècia durant la segona guerra dels Balcans. Tanmateix, la ciutat i la seva regió signaren acords de pau amb Bulgària al Tractat de Bucarest. La derrota de Bulgària a la Primera Guerra Mundial feu que la regió i la ciutat passessin a dependre de Grècia.
Xanthi és avui dia la seu d'una part de la Universitat Demòcrit de Tràcia.